# Gläubigerversammlung
Die Gläubigerversammlung ist ein Rechtsbegriff des Insolvenz- und Wertpapierrechts für eine Versammlung, bei der Gläubiger zwecks Abstimmung zusammentreffen.

## Insolvenzrecht
Im Insolvenzrecht ist die Gläubigerversammlung ein Organ der Gläubiger im Rahmen eines Insolvenzverfahrens, in welchem sie ihre gemeinschaftlichen Interessen vertreten. Sie nimmt die Rechte der Gläubiger gegenüber Insolvenzgericht, Insolvenzverwalter und Insolvenzschuldner wahr, soweit diese nicht von einem eingesetzten Gläubigerausschuss übernommen werden. Das Stimmrecht richtet sich nach den angemeldeten und nicht bestrittenen Forderungen (§ 77 InsO). Ein Beschluss kommt hier zustande, wenn die Summe der Forderungsbeträge der zustimmenden Gläubiger mehr als die Hälfte der Summe der Forderungsbeträge der abstimmenden Gläubiger beträgt (§ 76 Abs. 2 InsO). Die Gläubigerversammlung wird vom Gericht einberufen und geleitet und tagt nicht öffentlich (§ 74 InsO). Aufgrund der besonderen Bedeutung des Berichtstermins ist in (§ 29 InsO) festgelegt, dass der Termin nicht später als 6 Wochen nach Eröffnung des Verfahrens stattfinden soll und nicht später als 3 Monate nach Eröffnung stattfinden darf.
Wesentliche Aufgaben bzw. Kompetenzen der Gläubigerversammlung sind:
- Entscheidung über den Fortgang des Verfahrens, insbesondere über Fortführung oder Einstellung eines Unternehmens (§ 157 InsO);
- Wahl eines anderen Insolvenzverwalters oder Sachwalters (§ 57 InsO; auch Kopfmehrheit erforderlich);
- Entscheidung über die nachträgliche Anordnung oder Aufhebung der Eigenverwaltung (§ 272 InsO; jeweils auch Kopfmehrheit erforderlich).

Bei besonders weitreichenden Entscheidungen sieht die Insolvenzordnung vor, dass neben der Forderungssummenmehrheit auch die Kopfmehrheit der abstimmenden Gläubiger vorliegen muss. Bei Stimmengleichheit gelten Anträge als nicht angenommen.

## Wertpapierrecht
Gläubigerversammlungen gibt es im Wertpapierrecht für die Gläubiger von Anleihen. Hierzu sieht das Schuldverschreibungsgesetz (SchVG) in § 9 Abs. 1 SchVG vor, dass die Gläubigerversammlung vom Schuldner oder von dem gemeinsamen Vertreter der Gläubiger einberufen wird. Sie ist einzuberufen, wenn Gläubiger, deren Schuldverschreibungen zusammen 5 Prozent der ausstehenden Schuldverschreibungen erreichen, dies schriftlich mit der Begründung verlangen, sie wollten einen gemeinsamen Vertreter bestellen oder abberufen, sie wollten nach § 5 Abs. 5 Satz 2 SchVG über das Entfallen der Wirkung der Anleihekündigung beschließen oder sie hätten ein sonstiges besonderes Interesse an der Einberufung. Die Anleihebedingungen können vorsehen, dass die Gläubiger auch aus anderen Gründen die Einberufung einer Gläubigerversammlung verlangen können (etwa wegen der Collective Action Clause). Besonderheiten bestehen, wenn eine Gläubigerversammlung nach dem SchVG abgehalten wird und zugleich ein Insolvenzverfahren eröffnet wird. Hier regelt § 19 SchVG das Verhältnis von Insolvenzordnung und Schuldverschreibungsgesetz.
Nach § 10 Abs. 1 SchVG ist die Gläubigerversammlung mindestens 14 Tage vor dem Tag der Versammlung einzuberufen. Die relativ kurze Einberufungsfrist von 14 Tagen trägt dem Umstand Rechnung, dass insbesondere in einer akuten Unternehmenskrise des Schuldners unter Umständen sofort gehandelt werden muss. Nach Möglichkeit sollte eine Gläubigerversammlung stattfinden, bevor ein Insolvenzantrag gestellt werden muss. Beschlüsse, durch welche der wesentliche Inhalt der Anleihebedingungen geändert wird, bedürfen zu ihrer Wirksamkeit einer Mehrheit von mindestens 75 Prozent der teilnehmenden Stimmrechte (§ 5 Abs. 4 SchVG).

## International
Im österreichischen Insolvenzrecht wird gemäß § 91 Abs. 1 Insolvenzordnung (IO) die Gläubigerversammlung vom Insolvenzgericht einberufen und geleitet. Sie ist insbesondere einzuberufen, wenn es vom Insolvenzverwalter, vom Gläubigerausschuss oder von wenigstens zwei Insolvenzgläubigern, deren Forderungen nach Schätzung des Insolvenzgerichts den vierten Teil der Insolvenzforderungen erreichen, unter Angabe des Verhandlungsgegenstandes beantragt wird. Beschlüsse erfolgen nach § 92 Abs. 1 IO mit absoluter Mehrheit.
Im Schweizer Schuldbetreibungs- und Konkursrecht (SchKG) gibt es die Gläubigerversammlung sowohl beim ordentlichen Konkursverfahren als auch im Nachlassverfahren. Im ordentlichen Konkursverfahren finden Gläubigerversammlungen nach Art. 235 SchKG statt. Demnach leitet in der ersten Gläubigerversammlung ein Konkursbeamter die Verhandlungen und bildet mit zwei von ihm bezeichneten Gläubigern das Büro. Gemäß Art. 232 Nr. 5 SchKG muss die Einladung zu einer ersten Gläubigerversammlung spätestens 20 Tage nach der öffentlichen Bekanntmachung stattfinden.